# Castle Freak
Pour plus de détails, voir Fiche technique et Distribution.
Castle Freak est un film d'horreur américain réalisé par Stuart Gordon et sorti directement en vidéo en 1995.
Le film suit John Reilly, neveu d'une duchesse réputée morte sans autre successeur qui hérite d'un somptueux château en Italie. Lui, sa femme et sa fille aveugle seront vite confrontés au fils caché de la défunte, être attardé et monstrueux maintenu prisonnier dans une des caves du château.

## Synopsis
John Reilly , sa compagne Susan et sa fille Rebecca une adolescente aveugle se rendent au château de la duchesse en Italie pour visiter.
Susan blâme la faute sur John pour leur fils décédé dans un accident de voiture et coûter la vue de Rebecca.
La famille est installée au château et ils ne sont pas au courant du fils de la duchesse, Giorgio Orsino qui est séquestré et torturé par la duchesse, car la duchesse avait la raison de venger la perte de son compagnon.
Giorgio tue et dévore le chat et s'évade en amputant son pouce pour se délivrer de sa chaîne et erre dans le château.
Giorgio rode dans la chambre de Rebecca qui est effrayé et qui ne voit pas le monstre et alors Rebecca prétend qu'il y a quelqu'un dans le château son père la croit mais pas sa mère.
John a appelé la police qui refuse d'inspecter le château et la police ne croit pas un mot d'une personne introduite dans la demeure.
Plus tard John sombre dans l'alcoolisme et trompe sa femme avec une prostituée qui ne parle pas leur langue et l'accoste au château et puis elle est enlevée par le monstre et assassinée.
Le jour suivant, la police arrive au château et questionne à John au sujet de la prostituée qui n'est pas rentrée chez elle et John refuse de la laisser inspecter la demeure et puis Susan est très en colère contre John qui l'a trompé et ensuite la femme de chambre qui découvre la prostituée déchiqueter et mutilé et alors la femme de chambre est tuée par le monstre a son tour.
Susan et sa fille ont prévu pour partir a Rome mais la police insiste que Susan et sa fille restent pour enquêter sur la prostituée disparue.
John apprend que Giorgio Orsino est en réalité son demi-frère et que sa mère la duchesse était la première compagne de son père.
La duchesse a séquestré son propre fils et l'a torturé toute sa vie parce que son compagnon l'a quitter pour l'Amérique.
La police découvre les corps mutilés de la prostituée et la bonne et accuse John d'être le meurtrier et John est en état d'arrestation.
Susan et Rebecca passent la nuit au château avec 2 policiers qui les mettent en garde, Giorgio apparaît et tue les 2 policiers et enlève Rebecca.
Susan porte secours a sa fille Rebecca en plantant le couteau sur Giorgio, et puis Susan et sa fille tentent de s'échapper au monstre.
John s'évade du commissariat et porte secours à sa compagne et sa fille et après un combat John se sacrifie avec Giorgio dans la chute qui tuera le monstre.
Susan est ému à John qui regrette de l'avoir trompé et ils réconcilient leurs liens alors qu'il meurt.
Les obsèques de John commencent et le fils de la prostituée est vu avec la police.

## Fiche technique
- Titre original : Castle Freak
- Réalisation : Stuart Gordon
- Genre : Horreur et thriller
- Durée : 90 minutes
- Film interdit aux moins de 12 ans en France

## Distribution
- Jeffrey Combs : John Reilly, le père
- Barbara Crampton : Susan Reilly, la mère
- Jonathan Fuller : Giorgio le monstre
- Jessica Dollarhide : Rebecca Reilly, la fille
- Massimo Sarchielli : Giannetti, l'avocat et frère de Agnese
- Elisabeth Kaza : Agnese, la bonne et sœur de Giannetti
- Luca Zingaretti : Forte, un officier de police
- Helen Stirling : Duchesse d'Orsino, l'ancienne propriétaire du château, décédée
- Alessandro Sebastian Satta : JJ, le fils décédé dans l'accident de voiture
- Raffaella Offidani : Sylvana, une prostituée
- Marco Stefanelli : Benedetti
- Tunny Piras : Grimaldi
- Rolando Cortegiani : Tonio
- Carolyn Purdy
- Suzanna Gordon
- Jillian Gordon
- Margaret Gordon